# Ferrocarril en Nigeria

Red ferroviaria nigeriana. Rojo: ancho de vía estándar; púrpura: ancho de vía del Cabo.

Los ferrocarriles de Nigeria constan de una red nacional de 3.505 km de ancho de vía del Cabo, y de 669 km de ancho de vía estándar. La red de ancho de vía del Cabo está en mal estado debido a la falta de mantenimiento. En 2019, la única línea operativa de ancho estándar que va de Abuya a Kaduna generó tantos ingresos como toda la red ferroviaria de ancho del Cabo junta. El gobierno nigeriano tiene previsto ampliar el ancho de vía estándar para sustituir la mayor parte de la línea occidental, mientras que la línea oriental se rehabilitará como línea de ancho del Cabo. Todos los trenes de Nigeria son operados por la Nigerian Railway Corporation.

## Red ferroviaria

### Ancho del Cabo
Los ferrocarriles nigerianos fueron construidos originalmente por la potencia colonial, Gran Bretaña. Los ferrocarriles se construyeron con un ancho de vía de 1.067 mm, el ancho del Cabo, el mismo ancho de vía utilizado en la mayoría de las otras colonias británicas en África.
El país cuenta con dos grandes líneas ferroviarias de ancho de vía del Cabo:
- La línea occidental conecta Lagos, en la bahía de Benín, con Nguru, en el estado norteño de Yobe, en una distancia de 1.126 kilómetros.
- La línea oriental conecta Port Harcourt, en el sureste, con Maiduguri, en el estado nororiental de Borno, cerca de la frontera con Chad.

También hay varios ramales:
- La Linking Line (línea de enlace) conecta Kaduna en la línea occidental con Kafanchan en la línea oriental.
- Ifaw-Ilaro (Línea Occidental), 20 km.
- Minna-Baro (Línea Occidental), 150 km.
- Zaria-Kaura Namoda (Línea Occidental), 245 km.
- Kuru-Jos (Línea Este), 55 km.
- Baro-Kano (Línea Norte), 200 km.

El ferrocarril ligero de Bauchi, de 762 mm de ancho, funcionaba entre Zaria y Bukuru en una distancia de 230 km y se inauguró por etapas entre 1912 y 1914. En 1927, el tramo de 16 km entre Jos y Bukuru se convirtió en un tramo de 1.067 mm y pasó a formar parte del ramal de Kafanchan a Jos. El tramo Zaria-Jos continuó funcionando hasta 1957, cuando fue abandonado.
También existió el efímero tranvía de Wushishi, de 762 mm, que conectaba Wushishi con Zungeru (19 kilómetros) en 1901 y que se amplió en 1902 desde Wushishi a Bari-Juko (16 kilómetros). Cerró hacia 1911 y sus dos locomotoras 0-6-2T construidas por Hunslet fueron transferidas al Ferrocarril Ligero de Bauchi.
También hay que mencionar el tranvía de vapor de Lagos (1902) y el tranvía sanitario de Lagos (1906), ambos de 762 mm de ancho.
No hay enlaces ferroviarios con los países adyacentes. Nigeria no utiliza el mismo ancho de vía que sus vecinos, donde los gobiernos coloniales francés y alemán construyeron redes ferroviarias de ancho métrico. Había planes para establecer enlaces ferroviarios con Níger a través de Illela, en el estado de Sokoto, y con Camerún, pero aún no se han construido.

### Ancho estándar
El gobierno nigeriano tiene previsto sustituir la mayor parte de la línea occidental por el ferrocarril de ancho estándar Lagos-Kano, que está siendo construido por tramos por la China Civil Engineering Construction Corporation. Ya se han completado y puesto en marcha dos tramos: Abuya-Kaduna y Lagos-Ibadán.
El ferrocarril Warri-Itakpe conecta la ciudad portuaria de Warri con Itakpe. Está en pleno funcionamiento para el servicio de pasajeros y mercancías, y se está construyendo una extensión hasta Abuya.

## Historia

### Construcción
La construcción de ferrocarriles en Nigeria comenzó desde la colonia de Lagos hasta Ibadán en marzo de 1896, por el gobierno británico.
El ferrocarril gubernamental de Lagos comenzó a funcionar en marzo de 1901 y se amplió hasta Minna en 1911, donde se unió a la estación de ferrocarril de Baro-Kano, construida por el gobierno de Nigeria del Norte entre 1907 y 1911. Las dos líneas se fusionaron en 1912 en el Departamento Gubernamental de Ferrocarriles, predecesor de la Corporación Ferroviaria de Nigeria. El ferrocarril llegó a su extremo nororiental de Nguru en 1930.
Tras el descubrimiento de carbón en Udi, se construyó el Ferrocarril del Este hasta Port Harcourt entre 1913 y 1916. Este ferrocarril se amplió hasta Kaduna a través de Kafanchan en 1927, conectando el Ferrocarril del Este con el de Lagos-Kano. Entre 1958 y 1964, el ferrocarril del Este se amplió hasta su extremo noreste, Maiduguri.

### Declive

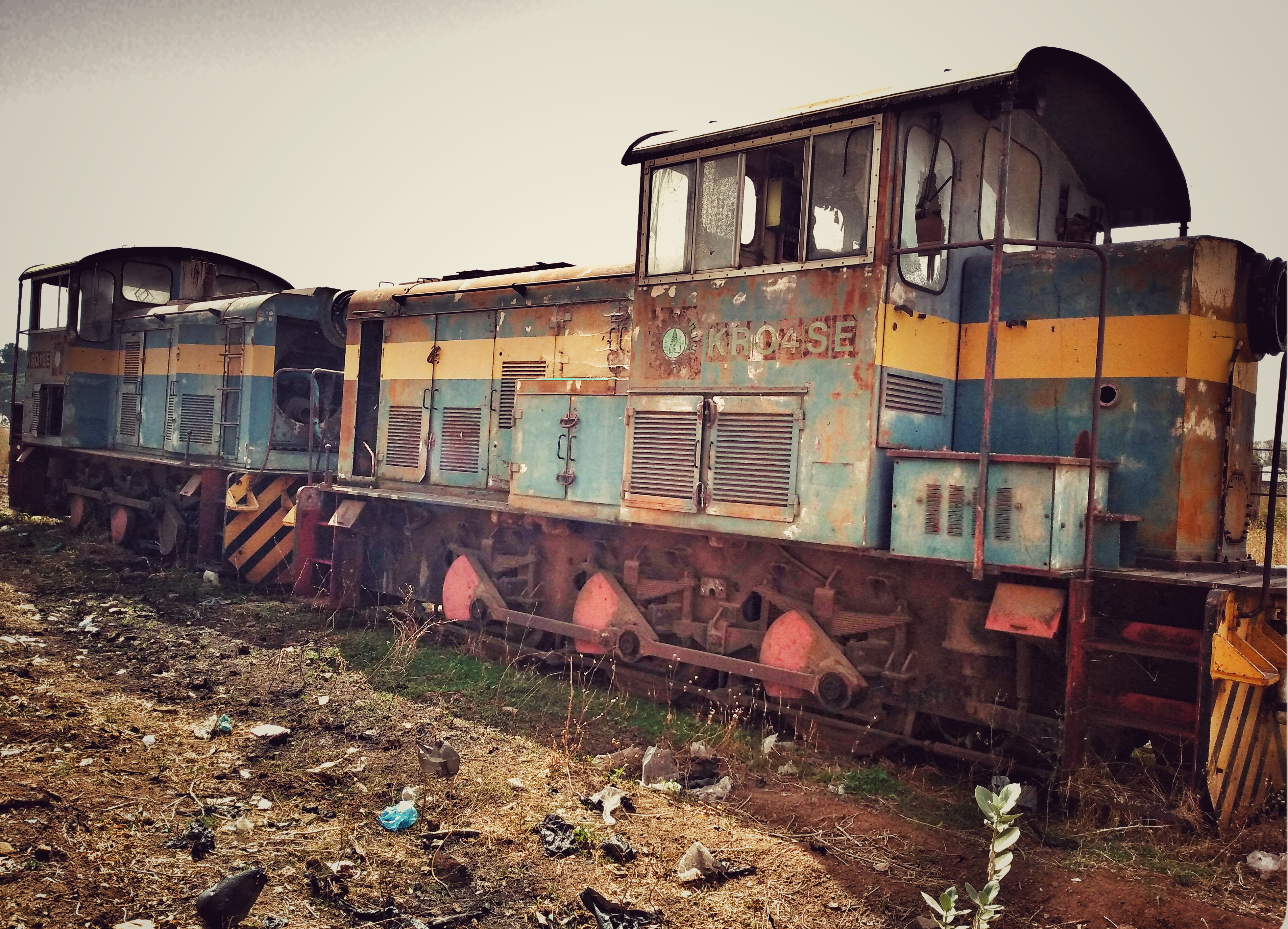
Locomotora abandonada.

Años de abandono tanto del material rodante como del derecho de paso han reducido seriamente la capacidad y la utilidad del sistema. Los acoplamientos del tipo ABC, los frenos de vacío y los ejes lisos sin rodamientos también están obsoletos. A principios de 2013, el único segmento operativo de la red ferroviaria de Nigeria era el comprendido entre Lagos y Kano. Los trenes de pasajeros tardaban 31 horas en completar el trayecto a una velocidad media de 45 km/h.
| Año  | Pasajeros  |
| 1964 | 11.288.000 |
| 1974 | 4.342.000  |
| 1978 | 6.700.000  |
| 1984 | 15.500.000 |
| 1991 | 3.000.000  |
| 2003 | 1.600.000  |

| Año  | Carga (toneladas) |
| 1964 | 2.960.000         |
| 1974 | 1.098.000         |
| 2000 | < 100.000         |

### Rehabilitación
Desde 2009 se está llevando a cabo un proyecto para restaurar las vías férreas de Nigeria. La línea oriental de Port Harcourt a Maiduguri fue restaurada con un coste de 427 millones de dólares por Lingo Nigeria, Eser West Africa y el grupo chino Gezhouba.
Para remediar el mal estado, la eficiencia y la rentabilidad de los ferrocarriles del país, el gobierno también pretende privatizar la Nigerian Railway Corporation. Según el plan de privatización, los ferrocarriles se dividirán en tres concesiones, cada una de las cuales se adjudicará por un periodo de 25 a 30 años.
En 2019, los ferrocarriles de ancho de vía del Cabo solo tenían 15 locomotoras funcionales. La línea Abuya-Kaduna, de 187 km, generó en 2019 tantos ingresos como toda la red ferroviaria de ancho de vía del Cabo, de 3.505 km, combinada.

### Red de ancho estándar
En 2006, el gobierno contrató a la China Civil Engineering Construction Corporation (CCECC) para construir el ferrocarril de ancho estándar Lagos-Kano. Posteriormente se decidió completar el proyecto en segmentos debido a la falta de fondos. Tras muchos retrasos, el segmento de Abuya a Kaduna (187 km) se inauguró oficialmente el 26 de julio de 2016. El tramo Lagos-Ibadán comenzó a construirse en marzo de 2017 y se inauguró el 10 de junio de 2021. El tercer tramo unirá Kano con Port Harcourt y Lagos.
El ferrocarril Warri-Itakpe se inició en 1987 como el primer ferrocarril de ancho estándar de Nigeria, pero se terminó en 2020 como el segundo ferrocarril de ancho estándar. La línea se concibió como un ferrocarril industrial para abastecer a la acería de Ajaokuta con mineral de hierro de Itakpe y carbón metalúrgico importado a través del puerto de Warri. Aunque en un principio estaba previsto que la construcción se completara en cinco años, la financiación esporádica alargó el periodo de construcción durante más de 30 años. En agosto de 2017, el ministro de Transporte anunció que el ferrocarril sería completado por la China Civil Engineering Construction Corporation y Julius Berger. El 29 de septiembre de 2020, el ferrocarril Warri-Itakpe fue inaugurado oficialmente por el presidente Muhammadu Buhari en una ceremonia virtual. Se está construyendo una extensión hasta Abuya, donde se conectará con la sección Abuya-Kaduna del ferrocarril de ancho estándar Lagos-Kano.

## Sistemas de metro
Varios metro los sistemas son activos o en construcción:
- Tren Ligero de Abuya, inaugurado a finales de 2017
- Metro de Lagos
- Monorraíl de Rivers en Port Harcourt
- Monorraíl de Calabar
- Metro ligero del Estado de Kaduna

## Mapas
- Mapa de la ONU de Nigeria